# Zieliński
Zieliński (pol. :feminin: Zielińska, plural Zielińscy) este al optulea, încadrându-se printre cele mai frecvente nume din Polonia (91522 de persoane în 2009), și unul dintre cele mai răspândite la nivel mondial. În Polonia, numele e frecvent întîlnit în cărți, fiind atestat documentar cel puțin din secolul al XV-lea. Fără semne diacritice, numele este scris Zielinski.

## Personalități marcante
- Adam Zieliński (1929-2010) scriitor și politolog polonez
- Kazimierz Zieliński (1929-2004) neurolog
- Juliusz Zieliński (1881-1944) pedagog polonez
- Tadeusz Stefan Zieliński (1859-1944) filolog clasic, poet
- Wojciech Zieliński (n. 1938) profesor de chimie
- Henryk Franciszek Zieliński (1920-1981) istoric polonez, profesor universitar
- Krzysztof Zieliński (n. 1950) profesor de științe medicale, patolog
- Gustaw Zieliński (1809-1881) poet și scriitor polonez
- Marek Zieliński (n. 1952) politician polonez
- Nikolai Zelinski (1861-1953) chimist rus
- Lidia Zielińska⁠(en)[traduceți] (n. 1953), compozitoare poloneză
- Volodîmîr Zelenski (n. 1978) actor de comedie, noul președinte al Ucrainei